# تاريخ أمريكا الوسطى

التطور السياسي في أمريكا الوسطى ومنطقة البحر الكاريبي منذ عام 1700 وحتى الآن

إن تاريخ أمريكا الوسطى يُعرَّف بأنه دراسة ماضي المنطقة التي تعرف باسم أمريكا الوسطى.

## قبل التواصل مع أوروبا
في العصور التي سبقت كولومبوس (عصر قبل كولومبي)، كان معظم أمريكا الوسطى جزءًا من حضارة وسط أمريكا. وقد شغل الأمريكيون الأصليون في مجتمعات وسط أمريكا الأراضي التي تمتد من وسط المكسيك في الشمال وحتى كوستاريكا في الجنوب. وقد قامت ثقافات ما قبل كولومبوس في بنما بممارسة التداول التجاري مع أمريكا الوسطى وأمريكا الجنوبية، وهي تعد بمثابة مرحلة انتقالية بين هاتين المنطقتين الثقافيتين.

## عصر الاستعمار الإسباني
تتكون أمريكا الوسطى من سبع دول مستقلة، هي: بيليز وكوستاريكا والسلفادور وغواتيمالا والهندوراس ونيكاراغوا وبنما. وبعد الاحتلال الإسباني في القرن السادس عشر، تشارك معظم سكان أمريكا الوسطى في نفس التاريخ. وكان الاستثناء من ذلك منطقة غرب الكاريبي، التي اشتملت على الساحل الكاريبي وضمت الأنظمة السياسية الحاكمة الأصلية شبه المستقلة ومجتمعات العبيد الآبقين الهاربين والمستوطنين، خصوصًا المستوطنين الإنجليز الذين قاموا في النهاية بتكوين الهندوراس البريطانية (والتي يطلق عليها في العصر الحالي اسم بيليز)، ومنطقة ذات كثافة سكانية منخفضة تم تأجيرها من قبل الجواتيماليين لبريطانيا العظمى مقابل إنشاء طريق سريع لم يتمكنوا من إنهائه مطلقًا، ثم سرقوا تلك الأرض واحتفظوا بها بعد ذلك. وقد حصلت الهندوراس البريطانية وبيليز للإسبان والجواتيماليين على استقلالها عن بريطانيا العظمى عام 1981 واتخذت اسمًا لها هو «بيليز»، رغم أن غواتيمالا ما زالت تدعي بأن لها حقوقًا إقليمية في هذه المنطقة.
ومن القرن السادس عشر وحتى عام 1821، قامت أمريكا الوسطى بتشكيل القبطانية العامة لغواتيمالا، والتي يطلق عليها أيضًا في بعض الأحيان اسم مملكة غواتيمالا، والتي تتكون من جزء من دولة تشياباس (Chiapas) (المكسيك الحالية) وغواتيمالا والسلفادور والهندوراس ونيكاراغوا وكوستاريكا. وبشكل رسمي، كانت القبطانية تابعة للتاج الملكي لإسبانيا الجديدة وبالتالي كانت تقع تحت إشراف نائب الملك الإسباني في ميكسيكو سيتي. إلا أنها، رغم ذلك، لم تكن تخضع لإدارة نائب الملك أو من ينوب عنه، ولكنها كانت تدار من خلال «قبطان عام» كان يتخذ في البداية من أنتيجوا غواتيمالا ثم من غواتيمالا سيتي مقرًا له.

## الاستقلال
في عام 1811، اندلعت حركات الاستقلال في السلفادور كرد فعل على الأحداث التي حدثت في حرب شبه الجزيرة، ثم مرة أخرى في عام 1814 بعد استعادة فرديناند السابع. وقد تم قمع كلتا الثورتين بسهولة، وتم تصنيف الاضطرابات السياسية على أنها تأتي ضمن العملية السياسية العامة في العالم الإسباني مما أدى إلى صدور الدستور الإسباني لعام 1812. وبين عام 1810 و1814، قامت القبطانية العامة باختيار سبعة مندوبين لقاديس كورتيس (Cádiz Cortes)، بالإضافة إلى تشكيل مفوضية محافظات يتم انتخابها محليًا. وفي عام 1821، أعلن كونغرس أمريكا الوسطى كريولو عن استقلالها عن إسبانيا، بدءًا من الخامس عشر من سبتمبر من هذا العام. وهذا اليوم ما زال يعتبر هو يوم الاستقلال لدى معظم الدول في أمريكا الوسطى. وقد تعاطف القبطان العام الإسباني جابينو جاينزا (Gabino Gaínza) مع الثوار وتم اتخاذ قرار بأن يبقى قائدًا مؤقتًا إلى أن يتم تشكيل حكومة جديدة. ولم يدم الاستقلال طويلاً، حيث رحب القادة المحافظين في غواتيمالا بالانضمام إلى الامبراطورية المكسيكية الأولى التابعة لأوجستين دي لتوربيد (Agustín de Iturbide) في الخامس من يناير عام 1822. وقد عارض الليبراليون من أمريكا الوسطى ذلك، ولكن قام جيش قادم من المكسيك بقيادة الجنرال فيسنتي فيليسول (Vicente Filisola) باحتلال غواتيمالا سيتي وقمع المعارضة.
وعندما أصبحت المكسيك جمهورية في العام التالي، أقرت بحق أمريكا الوسطى في تقرير مصيرها. وفي الأول من يوليو عام 1823، أعلن كونغرس أمريكا الوسطى الاستقلال التام عن إسبانيا والمكسيك وعن أي دولة أجنبية أخرى، بما في ذلك أمريكا الشمالية، وتم تأسيس نظام حكومي جمهوري.

شعار النبالة لمحافظات أمريكا الوسطى المتحدة في عام 1823.

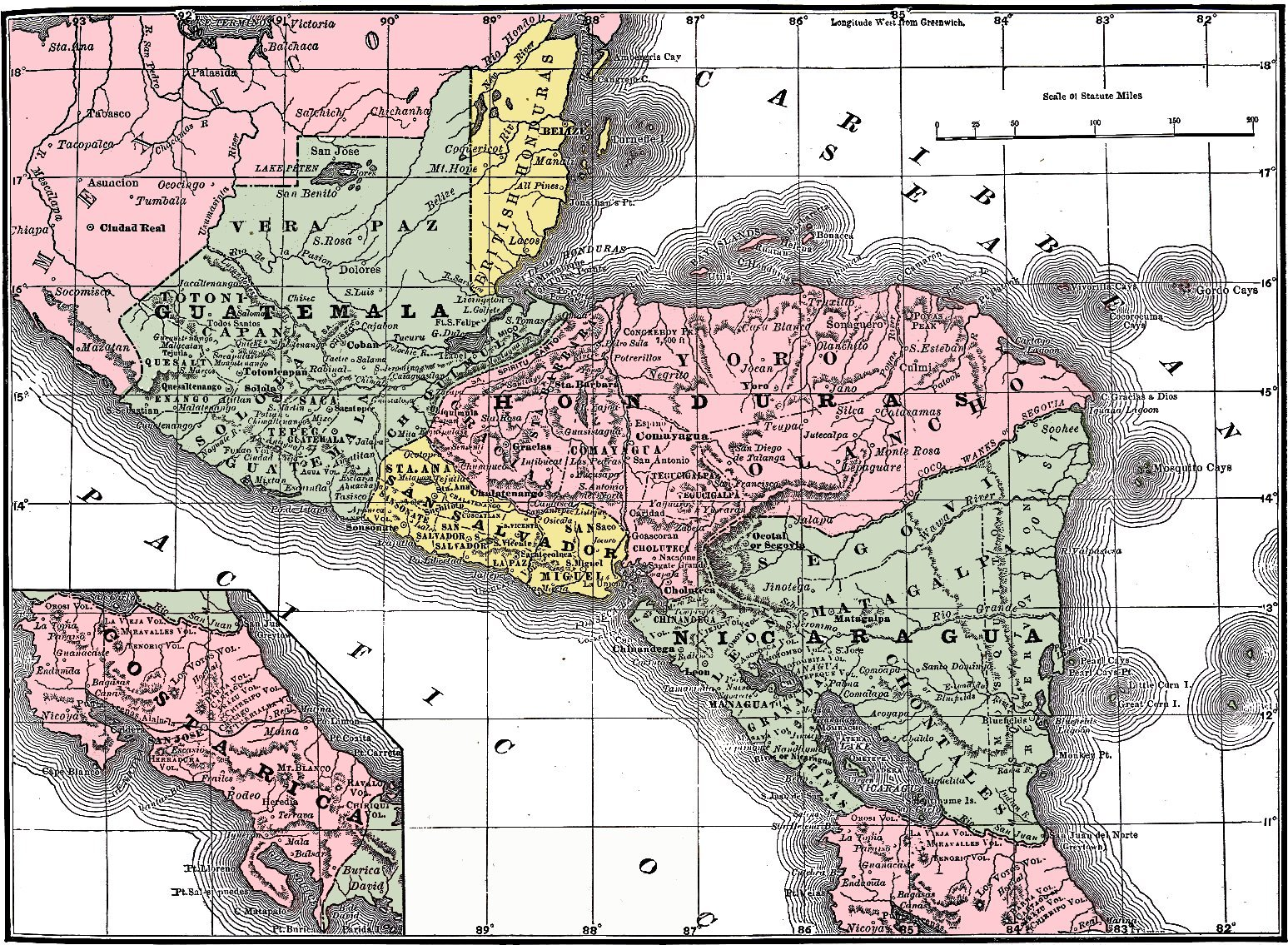
أمريكا الوسطى، عام 1892

### محافظات أمريكا الوسطى المتحدة
في عام 1823، تم تكوين دولة أمريكا الوسطى. وقد كان الهدف أن تكون جمهورية فيدرالية على غرار الولايات المتحدة الأمريكية. وقد أطلق عليها مؤقتًا اسم «محافظات أمريكا الوسطى المتحدة»، في حين أن الاسم النهائي حسب دستور 1824 كان «جمهورية أمريكا الوسطى الفيدرالية». وفي بعض الأحوال، يتم الإشارة إليها بالخطأ على أنها «ولايات أمريكا الوسطى المتحدة.» وقد تكونت دولة أمريكا الوسطى من دول غواتيمالا والسلفادور والهندوراس ونيكاراغوا وكوستاريكا. في الثلاثينيات من القرن التاسع عشر، تمت إضافة دولة جديدة، هي لوس ألتوس، حيث كانت عاصمتها هي كتسالتينانجو (Quetzaltenango)، وقد كانت تشغل أجزاءً مما يطلق عليه اسم مرتفعات غواتيمالا الغربية وجزءًا من تشاياباس (التي أصبحت الآن جزءًا من المكسيك)، إلا أن هذه الدولة تم إعادة ضمها إلى غواتيمالا والمكسيك على التوالي في عام 1840.
وقد كان لدى الليبراليين في أمريكا الوسطى آمالاً عريضة لتكون جمهورية فيدرالية، حيث كانوا يعتقدون أنها يمكن أن تتطور إلى دولة حديثة وديمقراطية، تثريها التجارية التي تعبرها بين المحيطين الأطلنطي والهادي. وقد تم عكس هذه الطموحات في شعارات الجمهوية الفيدرالية: حيث كان العلم يشير إلى رباط أبيض بين شريطين لونهما أزرق، للإشارة إلى الأرض اليابسة بين المحيطين. ويظهر في شعار النبالة خمسة جبال (حيث يمثل كل منها دولة من الدولة) بين المحيطين، قلنسوة فريجية، وهي شعار الثورة الفرنسية.
وقد تم حل الاتحاد أثناء الحرب الأهلية التي دارت رحاها بين عامي 1838 و1840. قد بدأ التفكك عندما انفصلت الهندوراس عن الاتحاد في الخامس من نوفمبر عام 1838.

### جمهورية أمريكا الوسطى الفيدرالية
وقد تم إجراء العديد من المحاولات من أجل إعادة توحيد أمريكا الوسطى في القرن التاسع عشر، إلا أنه لم تنجح أي من تلك المحاولات ولو لأي فترة زمنية:
- جرت أول محاولة في عام 1842 على يد الرئيس السابق فرانسيسكو مورازان (Francisco Morazán)، الذي تم القبض عليه وإعدامه بسرعة. وقد كانت تلك المحاولة الفاشلة تهدف إلى استعادة الاتحاد باسم اتحاد أمريكا الوسطى واشتمل على السلفادور وغواتيمالا (التي انسحبت مبكرًا) والهندوراس ونيكاراغوا. وقد استمرت هذه المحاولة الأولى حتى عام 1844.
- وتم إجراء محاولة ثانية واستمرت من أكتوبر حتى نوفمبر عام 1852، عندما شكلت السلفادور والهندوراس ونيكاراغوا اتحاد أمريكا الوسطى (Federacion de Centro America).
- حاول الرئيسي الجواتيمالي جوستو روفينو باريوس (Justo Rufino Barrios) إعادة توحيد الدولة بقوة الجيش في الثمانينيات من القرن التاسع عشر، وقد قتل هو الآخر في تلك العملية، مثل سابقه من عام 1842.
- وقد استمر اتحاد ثالث يتكون من الهندوراس ونيكاراغوا والسلفادور باسم جمهورية أمريكا الوسطى العظمى أو "Republica Mayor de Centroamerica" من 1896 وحتى 1898.
- وآخر محاولة تمت بين يونيو عام 1921 ويناير من عام 1922، عندما شكلت السلفادور وغواتيمالا والهندوراس اتحاد أمريكا الوسطى (الثاني). وكان هذا الاتحاد الثاني يحتضر منذ البداية تقريبًا، حيث لم ينطوِ إلا على مجلس فيدرالي مؤقت يتكون من وفود من كل دولة.

ورغم فشل أي محاولة مستمرة للاتحاد السياسي، يظهر مفهوم إعادة توحيد أمريكا الوسطى، رغم فقده للحماس من قادة الدول المفردة، من وقت لآخر. وفي عام 1856 و1857، قامت المنطقة بإنشاء تحالف عسكري من أجل طرد غزو أمريكي على يد المغامر الأمريكي ويليام والكر. واليوم، تستخدم الدول الخمسة أعلاما ما زالت تحتفظ بالفكرة الفيدرالية القديمة التي تحتوي على شريطين لونها أزرق يربطهما شريط داخلي أبيض. (وقد قامت كوستاريكا، التي كانت عادة أقل الدول الخمسة التزامًا بالتكامل الإقليمي، بتعديل علمها بشكل كبير في عام 1848 من خلال جعل اللون الأزرق داكنًا وإضافة رباط أحمر داخلي مزدوج العرض، تشريفًا للألوان الثلاثية للعلم الفرنسي.

## القرن العشرون
في عام 1907، تم إنشاء محكمة عدل أمريكا الوسطى وفي الثالث عشر من ديسمبر، عام 1960، قامت غواتيمالا والسلفادور والهندوراس ونيكاراغوا بإنشاء السوق المشتركة لأمريكا الوسطى ("CACM"). وقد اختارت كوستاريكا، بسبب الازدهار الاقتصادي النسبي والاستقرار السياسي بها، اختارت عدم المشاركة في السوق المشتركة لأمريكا الوسطى. وتتمثل أهداف السوق المشتركة لأمريكا الوسطى في خلق توحيد سياسي أوسع نطاقًا وإنجاح سياسات التصنيع الذي يحل محل الاستيراد. ونجح المشروع اقتصاديًا على الفور، إلا أنه تم التخلي عنه بعد «حرب كرة القدم» عام 1969 بين السلفادور والهندوراس.
وقد عمل برلمان أمريكا الوسطى كجهة استشارية فقط، منذ عام 1991. وقد رفضت كوستاريكا العديد من الدعوات للانضمام إلى البرلمان الإقليمي، والذي يضم مقاعد لمندوبين من الدول الأربعة التي كانت أعضاء في الاتحاد من قبل، بالإضافة إلى مندوبين من بنما وجمهورية الدومينيكان.
وبعد المبادرة المعروفة باسم حرية حركة الأشخاص في دول CA-4، التي فتحت الحدود بين نيكاراغوا وغواتيمالا، مما أدى إلى عدم ضرورة حمل جوازات السفر من أجل عبور الحدود، فكل ما تحتاج إليه لعبور الحدود هو بطاقة هوية قومية (cédula de identidad). وقد كانت هذه المبادرة نتاجًا للمفاوضات الخاصة لجنة أمريكا الوسطى لمديري الهجرة (OCAM) مع دعم من المنظمة الدولية للهجرة (IOM). هذه المبادرة سارية منذ 2007.[بحاجة لمصدر]

## كتابات أخرى
1. ↑  Marie Laure Rieu-Millan. Los diputados americanos en las Cortes de Cádiz: Igualdad o independencia. Madrid: Consejo Superior de Investigaciones Científicas, 1990, 43. ISBN 978-84-00-07091-5

- والتر لافيبر (Walter LaFeber)، الثورات المحتومة (Inevitable Revolutions): الولايات المتحدة في أمريكا الوسطى (The United States in Central America) (الإصدار الثاني). نيويورك، Norton & Company، 1993. ISBN 978-0-393-01787-8

## تاريخ دول أمريكا الوسطى
- تاريخ بيليز
- تاريخ كوستاريكا
- تاريخ السلفادور
- تاريخ غواتيمالا
- تاريخ الهندوراس
- تاريخ نيكاراغوا
- تاريخ بنما